# František Štěpánek (podnikatel)
František Štěpánek (30. června 1953 Sokolov – 12. března 2020) byl český uhlobaron a miliardář těsně spojený s těžbou uhlí a navázanými provozy na Sokolovsku. Jeho nejvýznamnější společností byla Sokolovská uhelná. V době svého úmrtí byl dle žebříčku časopisu Forbes s majetkem v hodnotě 7 miliard na 32. příčce mezi nejbohatšími Čechy.
Narodil se v roce 1953 v Sokolově, absolvoval Vysokou školu báňskou v Ostravě, od roku 1979 začal působit na pozici předáka v Sokolovské uhelné. Mezi lety 1994 a 1999 byl výrobním ředitelem společnosti, mezi lety 1999 a 2012 pak generálním ředitelem. Od roku 2012 až do své smrti v roce 2020 byl předsedou dozorčí rady s de facto autoritou hlavy společnosti.
Společnost privatizoval v roce 2004 spolu s Jaroslavem Rokosem a Janem Kroužeckým. Do roku 2015 probíhal konflikt s Kroužeckým podporovaným Pavlem Tykačem o jeho podíl na společnosti. Spor byl ukončen vyplacením Kroužeckého. 
Dne 12. března 2020 se zastřelil vlastní zbraní. Příčinou zřejmě byly obavy ze špatných vyhlídek firmy a jejích zaměstnanců vycházející z problematicky probíhající transformace regionu a současně deprese, jimiž dlouhodobě trpěl.
Byl dvakrát ženatý, měl celkem 3 děti.
Správou Štěpánkova miliardového majetku pověřila rodina advokáta Pavla Tomka. Jejich záměrem je vybudovat u jezera na místě bývalého povrchového dolu sportovně-relaxační rezort podobný rakouskému Zell am See, fotovoltaické elektrárny a pěstírny rajčat. Těžbu uhlí by měla nahradit těžba a zpracování lithia.